# Marquesat de Valtierra
El Marquesat de Valtierra és un títol nobiliari espanyol creat pel rei Alfons XIII el 15 de setembre de 1907 a favor de Carlos Espinosa de los Monteros Sagaseta de Ilurdoz, Tinent General de l'Exèrcit, Ambaixador d'Espanya a França, Capità General de la VI Regió Militar Director General de Correus i Telègrafs.

## Llistat dels Marquesos de Valtierra
|     | Titular                                              | Període       |       | Parella |
| --- | ---------------------------------------------------- | ------------- | ----- | --- |
| I   | Carlos Espinosa de los Monteros Sagaseta de Ilurdoz  | 1907-1929     |       | Dolores Bermejillo y García Menocal                                                                                            |
| II  | Carlos Espinosa de los Monteros y Herreros de Tejada | 1929-1931     | net   | |
| III | Javier Espinosa de los Monteros y Herreros de Tejada | 1931-1985     | germà | Galinda Bernaldo de Quirós y Alcala-Galiano, filla del Marquès de Quirós, Marquès de la Isabela i de la Vescomtessa del Pontón |
| IV  | Carlos Espinosa de los Monteros y Bernaldo de Quirós | 1985 – actual | fill  | María Eugenia de Simón y Vallarino                                                                                             |